# Asbach (Kirchenthumbach)
Asbach ist ein Weiler im Oberpfälzer Landkreis Neustadt an der Waldnaab und gehört zum Markt Kirchenthumbach.

## Geographie
Der Ort liegt etwa 500 Meter nordwestlich des Hauptortes am linken Ufer des Thumbachs, eines rechten Nebenflusses der Creußen.

## Einwohner
Der Ort hat 23 Einwohner und sieben Häuser.